# Characidium interruptum
Characidium interruptum es una especie de peces de la familia Crenuchidae en el orden de los Characiformes.

## Morfología
Los machos pueden llegar alcanzar los 5,3 cm de longitud total.

## Hábitat
Vive en zonas de clima tropical.

## Distribución geográfica
Se encuentran en Sudamérica: ríos costeros del sudeste del Brasil.